# Pálmonostora
Pálmonostora é um município da Hungria, situado no condado de Bács-Kiskun. Tem 53,28 km² de área e sua população em 2015 foi estimada em 1.798 habitantes.